# Hermano Bianor
Marie Émile Fricquegnon (nombrado Frère [Hno.] Bianor) (1859 - 1920) fue un Hermano de La Salle, botánico y explorador francés. Residió muchos años en Mallorca, y contribuyó apreciablemente al estudio de su flora.

## Honores

### Eponimia
- (Aristolochiaceae) Aristolochia bianorii Sennen & Pau[2]

- (Urticaceae) Urtica bianorii (Knoche) Paiva[3]

- La abreviatura «Bianor» se emplea para indicar a Hermano Bianor como autoridad en la descripción y clasificación científica de los vegetales.[4]